# Анђела Вештица
Анђела Митковски (Бор, 16. септембар 1991), позната под уметничким именом Анђела Вештица, а у порно-индустрији и као Ненси Фенси, српска је реперка, бивша порнографска глумица, фото-модел и играчица.

## Биографија
Плесом се бави од своје шеснаесте године, професионално ради у клубовима као ди-џеј, професионални денсер, играчица и плесачица. Од осамнаесте године је радила у многим земљама Европе, сликала се за часопис Плејбој 2010, за ЦКМ 2013, и за многе друге еротске и модне часописе. Снимила је неколико порно-филмова под псеудонимом Ненси Фенси.
Глумила је у неколико музичких спотова укључујући спотове Топ модел српског репера Ша и Спорије босанског репера Бубе Корелија.
Учествовала је у ријалити програмима Фарма и Задруга.

## Музичка каријера
Године 2017. и сама је одлучила да се окуша у реп музици. Почетком марта објавила је дебитантску песму Ја се не мењам, а почетком септембра нову песму Црна душа, за коју је сама написала текст.

## Приватни живот
У марту 2017. године у Сарајеву, на њу и њеног тадашњег дечка Адмира Арнаутовића пуцала је његова бивша жена испаливши на њу девет, а на њега четири хица (од којих су га три погодила у ногу).
Пар се растао у мају исте године.

## Дискографија

### Синглови
- Ја се не мењам (2017)
- Црна душа (2017)
- Ђаво се пробудио (2018)
- Грешна жива (2018)
- Град греха (ft. MCN, 2019)